# Discovery Channel (Francia)
Discovery Channel è un'emittente televisiva francese edita da Discovery France

## Storia
Il canale iniziò le proprie trasmissioni il 1º agosto 2004, all'interno dei bouquet a pagamento di Canal+ e Numericable. Nel 2008, il gruppo Discovery Communications France, fu obbligato ad eliminare il canale dalla piattaforma di quest'ultimo, a seguito di una violazione contrattuale mentre il 31 marzo 2009, la rete televisiva rinnovò il logo e le grafiche. L'emittente televisiva cessò le proprie trasmissioni su Canal+ il 17 gennaio 2017, dopoché il gruppo SFR aveva annunciato la distribuzione esclusiva dei canali Discovery il 7 dicembre 2016.

## Palinsesto
Discovery Channel ha una programmazione costituita da programmi factual che trattano: auto, avventure, ingegneria e motori per un pubblico generalista:
Programmi televisivi
- Alaska: 100 jours pour survivre
- Alaska, la ruée vers l’or (La febbre dell'oro)
- American Chopper
- Americars (Fast N' Loud)
- Americars, SOS garage (Officine da incubo)
- Au coeur des douanes (Airport security Spagna)
- Bad Chad Customs (Bad Chad Il mago delle auto)
- Cabanes perchées (La mia nuova casa sull'albero)
- Customs de légende
- De l’homme à la haine
- Diesel Brothers
- Ed Stafford, duels au bout du monde (Ed Stafford: scontro fra titani)
- Habitations en péril (Vado a vivere nel bosco)
- Josh Gates et le mystère de la momie
- Jeremy Wade, en eaux troubles (Monster Rivers)
- Josh Gates et les trésors perdus (Avventure impossibili: speciale Egitto)
- La journée mondiale de l’océan
- La loi de North Woods
- La ruée vers l'or: Dakota Boys
- La ruée vers l’or, les mines perdues
- Las vegas mecano (Street Custom Las Vegas)
- Le trésor de Pablo Escobar
- Les dossiers secrets de Discovery
- Marathon Alaska La Ruée vers l’or
- Mégatrucks: qui sera le meilleur? (Mega truck show)
- Oprah Winfrey: En finir avec le racisme
- Parker Schnabel: un destin en or
- Pêcheurs d’or
- Péril en haute mer
- Police sous haute tension (Cops Spagna)
- Pourquoi tout quitter pour aller vivre en Alaska?
- Programmation spéciale: les explorateurs
- Programmation spéciale: vive la France
- Retour à l’instinct primaire France (Nudi e crudi Francia)
- Retour à l’instinct primaire restons groupés (Nudi e crudi)
- Richard Hammond XXL (Big con Richard Hammond)
- Sauveurs de trésors (Chi cerca trova)
- SharkWeek 2020:  Tyson Vs Shark
- Shifting Gears avec Aaron Kaufman (Dirty N'Loud)
- Sur la route avec Mike Brewer (Il giro del mondo a quattro ruote)
- Texas Metal
- Trésors à l’abandon
- Wheeler Dealers, occasions à saisir (Affari a quattro ruote)
- Wheeler Dealers: rêves à saisir (Affari a quattro ruote l'auto dei sogni)

## Loghi

1 agosto 2004 - marzo 2009
marzo 2009 - 2011
2011 - 25 settembre 2019
In uso dal 25 settembre 2019